# キム・ヘス
キム・ヘス（朝: 김 혜수、漢字:金 憓秀、1970年9月5日 - ）は、韓国の女優。釜山広域市出身。身長170cm、体重50kg、血液型A型。本貫は慶州金氏。HODU&Uエンターテインメント所属。東国大学校映画科と成均館大学校大学院で演技を学ぶ。

## 略歴・人物
中学生の時に韓国で芸能界デビュー。当初はコマーシャル・タレントで、高校生になってから俳優活動を始める。弟はタレントのキム・ドンヒョンとキム・ドンヒ。
親族が日本に住んでいたことがある。1996年に福岡のTXN九州（現TVQ九州放送）で、『ザ・パイロット』（1993年、MBC、原題『パイロット〜TAKE OFF』）が放映された。
特技はテコンドー、水泳。

## 出演

### テレビドラマ
- 人形の教室（1986年、MBC） - オ・へスク 役
- 若いケヤキ（1986年、KBS）
- 思慕曲（1987年、KBS） - ポオク 役
- 春香伝（1988年、KBS） - 主演：ソン・チュニャン 役
- スンシミ（1988年、MBC） - 主演：スンシム 役
- セノよ（1989年、KBS） - 主演：カン・ジョネ 役
- 一つ屋根の3家族 シーズン2（1990年、MBC） - へスク 役
- 消された女（1990年、KBS2） - チョン・スミン 役
- 面白い世の中（1990年、KBS） - 主演：ソ・ビョンスク 役
- 花咲いて鳥鳴けば（1990年、KBS） - 主演：ペク・ミギョン 役
- 真夏の夜の夢（1991年、KBS）
- 隣の家のウニ（1991年、MBC）
- コス（1991年、MBC） - オ・ジョンヒ 役
- 薔薇色の人生（1991年、MBC） - 主演：チェ・ジョンソ 役
- 天使はおてんば（1992年、MBC） - 主演：天使 役
- 誰かを愛そうとする理由（1992年、MBC） - カンジュ 役
- 麻浦の虹（1992年、MBC） - パク・ヨンミ 役
- パイロット（1993年、MBC） - イ・ジウォン 役
- 女の男（1993年、MBC） - キム・ウニョン 役
- トッケビが行く（1994年、SBS） - チェ・イニョン 役
- 目の見えない鳥の歌（1995年、MBC） - ソク・ギョンスク 役
- カップル（チャク）（1994年 - 1997年、MBC） - チャ・ヘスン 役
- 神々の黄昏（1995年、KBS2）
- 恋愛の基礎（1995年、MBC） - イ・イリョン 役
- 愛と結婚（1995年、MBC） - ソ・イェヒ 役
- コムタン（1996年、SBS） - 主演：スンニョ 役
- りんごの花の香り（1996年、MBC） - 主演：ソ・ギョンジュ 役
- セッキ（1997年、SBS） - 主演：ソンジュ 役
- ミス&ミスター（1997年、SBS）
- リベンジ（1997年、MBC） - チョン・ミギョン 役
- 写真で会った男（1998年、MBC） ※特別出演
- 地下鉄の痴漢に関するある報告書（1998年、MBC） - 主演：ジョンス 役
- 敵たちとの社会（1999年、MBC） - 主演：ユン・ジヨン 役
- 映画のようにプロポーズする3つの方法（1998年、MBC） - 主演：ジョンア 役
- 三金時代（1998年、SBS） - キム・イェリ 役
- 順風産婦人科（1998年、SBS） ※特別出演
- 愛の群像（1999年、MBC） - イ・シニョン 役
- クッキ 〜菊熙〜（1999年、MBC） - 主演：ミン・グッキ 役
- 黄金時代（2000年、MBC） - キム・ヒギョン 役
- 愛するヘスオンニ（2001年、MBC） - 本人 役　※特別出演
- 張禧嬪［チャン・ヒビン］（2002年 - 2003年、KBS） - 主演：チャン・ヒビン 役
- 漢江ブルース（2004年、MBC） - ユン・カヨン 役
- スタイル（2009年、KBS） - 主演：パク・キジャ 役
- 楽しい我が家（2010年、MBC） - 主演：キム・ジンソ 役
- 美男<イケメン>ラーメン店（2011年、tvN） ※第1話のみ特別出演
- オフィスの女王（2013年、KBS） - 主演：ミス・キム 役
- シグナル（2016年、tvN） - チャ・スヒョン 役
- 浪漫ドクター キム・サブ（2017年、SBS） - イ・ヨンジュ 役 ※第20話のみ特別出演
- ハイエナ（2020年、SBS） - 主演：チョン・グンジャ 役
- 未成年裁判 （2022年、ネットフリックス） - 主演：シム・ウンソク 役[4]
- シュルプ（2022年、tvN） - 主演：イム・ファリョン 役
- トリガー ニュースの裏側（2025年、Disney+） - 主演：オ・ソリョン 役
- 2番目のシグナル（2026年、tvN） - 主演：チャ・スヒョン 役

### 映画
| 公開年 | 映画タイトル                   | 役名                | 付注                      |
| 1986   | カンボ (映画)                  | ナヨン              |                           |
| 1988   | ザ・ラスト・ウィンター         | ヨンエ              | 主演                      |
| 1988   | 大人たちは知らない             | ユラ                |                           |
| 1990   | ステファノとグレチェン         | 修道女アンジェラ    |                           |
| 1991   | 失われた君                     | キム・ユニ          | 主演                      |
| 1993   | 初恋                           | パク・ヨンシン      | 主演                      |
| 1994   | 私は望む、私に禁じられたことを | チャン·ギルス       | ※特別出演                 |
| 1994   | ブルー・シーガル               | チェリン 役（声優） | ※アニメーション映画       |
| 1994   | 恋愛はプロ、結婚はアマチュア   |                     |                           |
| 1994   | ハリウッド・キッズの生涯       | チョン·ジヨン       | ※特別出演                 |
| 1995   | 永遠なる帝国                   | ユン・サンア        |                           |
| 1995   | 男はつらい                     | キム・ヘス          |                           |
| 1995   | ドクター・ポン                 | ファン・ヨジン      |                           |
| 1996   | チェンジ                       | イ·ジンソク         | 電車の女乗客 役 ※友情出演 |
| 1997   | ミスター・コンドーム           | ソンヒ              | 主演                      |
| 1998   | チム 〜あこがれの人〜          | ユン・チェヨン      | 主演                      |
| 1998   | ニューヨーク デイドリーム      | アノク              |                           |
| 1999   | ドクターK                      | ピョ・ジス          |                           |
| 2001   | 風林高                         | ミン・ジュラン      |                           |
| 2002   | THREE/臨死「memories」         | 妻                  | ※オムニバス映画           |
| 2002   | 爆烈野球団!                    | ミン・ジョンニム    |                           |
| 2004   | 顔のない女                     | ジス                | 主演                      |
| 2005   | 赤い靴                         | キム・ソンジェ      | 主演                      |
| 2006   | タチャ イカサマ師              | チョン・マダム      |                           |
| 2007   | 浮気日和                       | イスル              | 主演                      |
| 2007   | 最後の約束                     | 女                  | 主演                      |
| 2007   | よいではないか                 | オ・ミギョン        |                           |
| 2008   | モダンボーイ                   | チョ・ナンシル      |                           |
| 2008   | 赦し                           |                     | ナレーション              |
| 2010   | 2階の悪党                      | ヨンジュ            | 主演                      |
| 2012   | 10人の泥棒たち                 | ペプシ              |                           |
| 2013   | 観相師 -かんそうし-            | ヨンホン            |                           |
| 2015   | コインロッカーの女             | 母（マ・ウヒ）      | 主演                      |
| 2016   | グッバイ・シングル             | コ・ジュヨン        | 主演                      |
| 2017   | 修羅の華                       | ナ・ヒョンジョン    | 主演                      |
| 2018   | 国家が破産する日               | ハン・シヒョン      | 主演                      |
| 2020   | ひかり探して                   | キム・ヒョンス      | 主演                      |
| 2023   | 密輸 1970                      | チョ・チュンジャ    | 主演                      |
| TBA    | 帰還                           |                     |                           |

### 演劇
- 神のアグネス（1997年）

## 受賞歴
- 1986年 第22回百想芸術大賞 映画部門 新人賞
- 1987年 KBS演技大賞 新人賞
- 1991年 第27回百想芸術大賞 人気賞
- 1993年 第14回青龍賞 主演女優賞（『初恋』パク・ヨンシン役）
- 1995年 第16回青龍賞 主演女優賞（『ドクター・ボン』ファン・ヨジン役）
- 1995年 第31回百想芸術大賞 女子人気賞
- 1995年 MBC演技大賞 最優秀演技賞
- 1996年 第17回青龍賞 主演女優賞
- 1996年 第32回百想芸術大賞 ＴＶ部門 最優秀演技賞
- 1996年 MBC演技大賞 大賞
- 1999年 クリメ賞 演技賞
- 1999年 MBC演技大賞 最優秀賞
- 2000年 韓国ファッション写真家協会フォトジェニック演技者賞
- 2003年 KBS演技大賞 大賞（『チャン・ヒビン』張禧嬪役）
- 2004年 第12回春史羅雲奎映画芸術祭 女優演技賞（『顔のない女』ジス役、以下の賞はジス役として受賞）
- 2005年 第45回大鐘賞映画祭 主演女優賞
- 2005年 第41回百想芸術大賞 女子最優秀演技賞
- 2006年 第27回青龍賞 主演女優賞（『タチャ イカサマ師』チョン・マダム役、以下の賞はチョン・マダム役として受賞）
- 2006年 第14回春史大賞映画祭 女子人気賞
- 2007年 第 1回大韓民国映画演技大賞 主演女優賞
- 2013年 KBS演技大賞 大賞（『オフィスの女王』ミス・キム役）
- 2016年 百想芸術大賞 女子最優秀演技賞（『シグナル』チャ・スヒョン役）
- 2016年 tvN10 Award 女子最優秀演技賞（『シグナル』チャ・スヒョン役）
- 2019年 第55回百想芸術大賞 バザーアイコン賞（『国家が破産する日』ハン・シヒョン役）
- 2020年 アジアコンテンツアワード 特別賞（『ハイエナ』チョン・グムジャ役）
- 2023年 第28回春史大賞映画祭 女優主演賞（『密輸 1970』チョ・チュンジャ役）